# Pentastiridius inculta
Pentastiridius inculta är en insektsart som beskrevs av Alexander Fyodorovich Emeljanov 1986. Pentastiridius inculta ingår i släktet Pentastiridius och familjen kilstritar. Inga underarter finns listade i Catalogue of Life.